# 閱讀教育
閱讀教育，指培養閱讀能力與興趣的教育。由於閱讀是學習、傳承與開創人類文明的重要工具，也是培養競爭力的利器，因此閱讀教育也成為世界各國教育界共同關注的議題。

## 中文的閱讀教育
以广泛阅读指导学生树立正确的人生观、价值观等。

## 英語的閱讀教育
在英語的閱讀教育中，有兩種常被提起的教學法，第一種常被稱作全語言教育，另一種是字母拼讀法。這兩種教育法的爭議，往往被研究的學者稱為the great debate，因為這個爭議從有閱讀教育以來就一直爭執不斷。近來，有些學者提出折衷式的教學方法，目的在融合兩者。

## 閱讀能力

### 定義
閱讀能力是指具備理解、運用、省思文本，並從中學習以實現個人目標、增進知識並發揮潛能，參與未來社會的能力。(IALS、PISA、PIRLS)。
閱讀能力的重要性，影響敘事表現（錡寶香，2003）及數學解題表現（陳冠廷、孟瑛如、陳虹君、楊佩蓁，2013）。也就是說，閱讀為影響學生學習表現的重要能力，其涉及複雜的認知歷程，包含工作記憶能力、文字符號解碼能力、推理能力等認知能力的運作（高台茜、康以諾、陳玉葉，2015）。閱讀有字詞認讀（word recognize）與意義理解（comprehension）兩部分（李俊仁、柯華葳，2007；Dreyer & Katz, 1992; Hoover & Gough, 1990），且認讀又是一個基本的項目，而與認讀相關的包括識字量、識字正確性與流暢性。根據經濟合作暨發展組織（OECD）2010、2011及2013的研究，年齡與性別為影響閱讀能力的重要背景因素，年齡（年級）越高，閱讀表現能力越好，而女性又優於男性。

#### 閱讀教育推動
教育部2008年公布國民中小學推動閱讀績優學校團體及個人評選實施要點，辦理評選「閱讀磐石學校及閱讀推手」（教育部，2008）。自2008年以來，國內已有多所學校獲頒推動閱讀績優的磐石學校（國家教育研究院，2014）。

### 閱讀評量
PISA方式的命題，大量開放性的問答，沒有絕對的對錯，學生要自行根據文本，提出合乎邏輯的解答。涵蓋了九成世界重要經濟體， PISA評比已是全球教改的重要指標。它是OECD（經濟合作暨發展組織）每三年大規模舉行的一項測驗，評量目的：檢驗十五歲青少年是否具備參與未來社會所需的基礎知識和技能。
「生活化」和「應用」是PISA評比的兩個關鍵字。思考、判斷和自學能力是PISA評比三大素養最重視的核心能力。以閱讀為例，它包含三個層次：擷取資訊的能力─能從閱讀的文本中，找到所需的資訊。解讀資訊的能力─閱讀後，能否正確解讀資訊的意義。
思考和判斷的能力─將所讀內容，與自己原有的知識、想法和經驗相連結，綜合判斷後，提出自己的觀點。
PISA在評量數學和科學素養時，將學生視為「解決問題的人」，強調學生在不同的情境脈絡中，能辨識、實作／解釋、運用數學或科學現象或證據的能力。三大素養外，PISA還強調十五歲青少年必須發展溝通、適應、有彈性、解決問題、使用科技的能力，才能做好現代公民的準備。
根據台灣PISA中心的研究，二00九年台灣少年的閱讀素養表現平均，程度中等。儘管略高於OECD的總平均，但「拔尖」人數（高分群屬於水準五、六級），只有上海的四分之一、香港的一半；而未達水準二、屬於補救教學對象的「低分群」人數則三倍於上海、兩倍於香港。顯示台灣孩子可以進行一般性的文章閱讀，簡單的問題釐清，但普遍缺乏反思和批判的能力。台灣少年在數學和科學的表現也類似。PISA的背後，重要的不是「排名競賽」的結果，而是揭示了一個全世界教育的共同趨勢。

## 外部連結
1. Helping the Underachiever in Reading. ERIC Digest. (http://www.ericdigests.org/2000-2/helping.htm （页面存档备份，存于）)
2. Reading Recovery. ERIC Digest. (http://www.ericdigests.org/1996-2/reading.html （页面存档备份，存于）)
3. Teaching Your Child to Read - Fact Sheet (https://web.archive.org/web/20050407124819/http://www.fact-sheets.com/education/teaching_reading/)
4. Helping Underachieving Boys Read Well and Often. ERIC Digest. (http://www.ericdigests.org/2003-2/boys.html （页面存档备份，存于）)
5. Motivating Low Performing Adolescent Readers. ERIC Digest. (http://www.ericdigests.org/1997-1/low.html （页面存档备份，存于）)